# Carl-Erik af Geijerstam
Carl-Erik af Geijerstam, född 11 februari 1914 i Skövde, död 2 september 2007 i Uppsala, var en svensk författare och översättare.
Han blev fil.lic. vid Uppsala universitet 1944, adjunkt vid Katedralskolan i Uppsala 1949 och var lektor vid samma skola 1968–1972. Han var även filosofie hedersdoktor vid Uppsala universitet. Han deltog som frivillig i finska vinterkriget.

## Familj
Carl-Erik af Geijerstam var son till majoren Nils af Geijerstam och dennes hustru Elin, född Lundquist. Han var gift från 1939 med Märta von Bonsdorff (död 1946) och från 1949 med professorn i romanska språk Regina af Geijerstam, ogift Wachtmeister (1918–2010). Makarna af Geijerstam är begravda på Uppsala gamla kyrkogård.

## Priser och utmärkelser
- 1984 – Tegnérpriset
- 1987 – Lundequistska bokhandelns litteraturpris
- 1992 – De Nios Vinterpris
- 1996 – Sten Hagliden-priset
- 2000 – Stig Carlson-priset